# Малый Утяш
Малый Утяш (баш. Бәләкәй Үтәш) — деревня в Гафурийском районе Республики Башкортостан Российской Федерации. Входит в состав Зилим-Карановского сельсовета.

## География

### Географическое положение
Находится на берегу реки Белой.
Расстояние до:
- районного центра (Красноусольский): 46 км
- центра сельсовета (Зилим-Караново): 7 км
- ближайшей ж/д станции (Белое Озеро): 66 км

## Население
| 2002 | 2009 | 2010 |
| ---- | ---- | ---- |
| 134  | →134 | ↘122 |

Согласно переписи 2002 года, преобладающая национальность — башкиры (98 %).